# Sesto Marelli
Sesto Marelli is een metrostation in de Italiaanse stad Milaan dat werd geopend op 1 november 1964 en wordt bediend door lijn 1 van de metro van Milaan.

## Geschiedenis
In het metroplan van 1952 was het noordelijke eindpunt van lijn 1 al gepland in de gemeente Sesto San Giovanni. Het gebied Sesto, tussen de steden Milaan en Monza, bevindt zich rond de zesde (it: sesto) mijlpaal vanaf het centrum van Milaan. Het gerealiseerde metrostation ligt vlak ten noorden van de gemeentegrens waar de Via Monza van naam verandert in Viale Ercole Marelli. Het station werd aanbesteed als Marelli, maar gezien de bedoeling Sesto San Giovanni te bedienen werd bij de opening Sesto toegevoegd. Op 26 april 1982 stak een activist van de offensieve proletarische revolutionaire beweging enkele stoelen aan in een uit Villa San Giovanni vertrekkend metrostel. Toen dat metrostel in Sesto Marelli binnenreed was er inmiddels sprake van een uitslaande brand die het interieur van het station verwoestte. De herbouw kostte 15 miljard Lire (25 mln euro) en nam vijf maanden in beslag. Station Villa San Giovanni fungeerde tijdens de hetstelwerkzaamheden als noordelijk eindpunt van de lijn. Na ruim 20 jaar als eindpunt werd op 28 september 1986 lijn 1 verder naar het noorden verlengd tot het spoorwegstation van Sesto.

## Ligging en inrichting
Sesto Marelli is een van de initiële stations van de Milanese metro en is dan ook gebouwd naar het standaardontwerp voor de “gemeentelijke” (lijn 1 & 2) metrostations. De zijperrons zijn bereikbaar vanuit een verdeelhal die gedragen wordt door de zuilen tussen de sporen. De uitstappers worden afgehandeld via de poortjes aan de rand van de verdeelhal. Midden in de verdeelhal is een ruimte voor de opzichter en instappers gebruiken de poortjes naast deze ruimte. De instappers lopen tussen de trappen voor de uitstappers verder naar achter en dalen daar af naar het gewenste perron. De originele inrichting is na de brand van 1982 vervangen door een inrichting die qua panelen en stijl overeenkomt met het destijds in aanbouw zijnde Porta Genova FS.